# ووکلوزت
واوکلوست (به فرانسوی: Vauclusotte) یک کمون در فرانسه است که در Canton of Maîche واقع شده‌است.

## خصوصیات
واوکلوست ۷٫۶۲ کیلومترمربع مساحت و ۹۹ نفر جمعیت دارد.